# بوشیدو: روح ژاپن

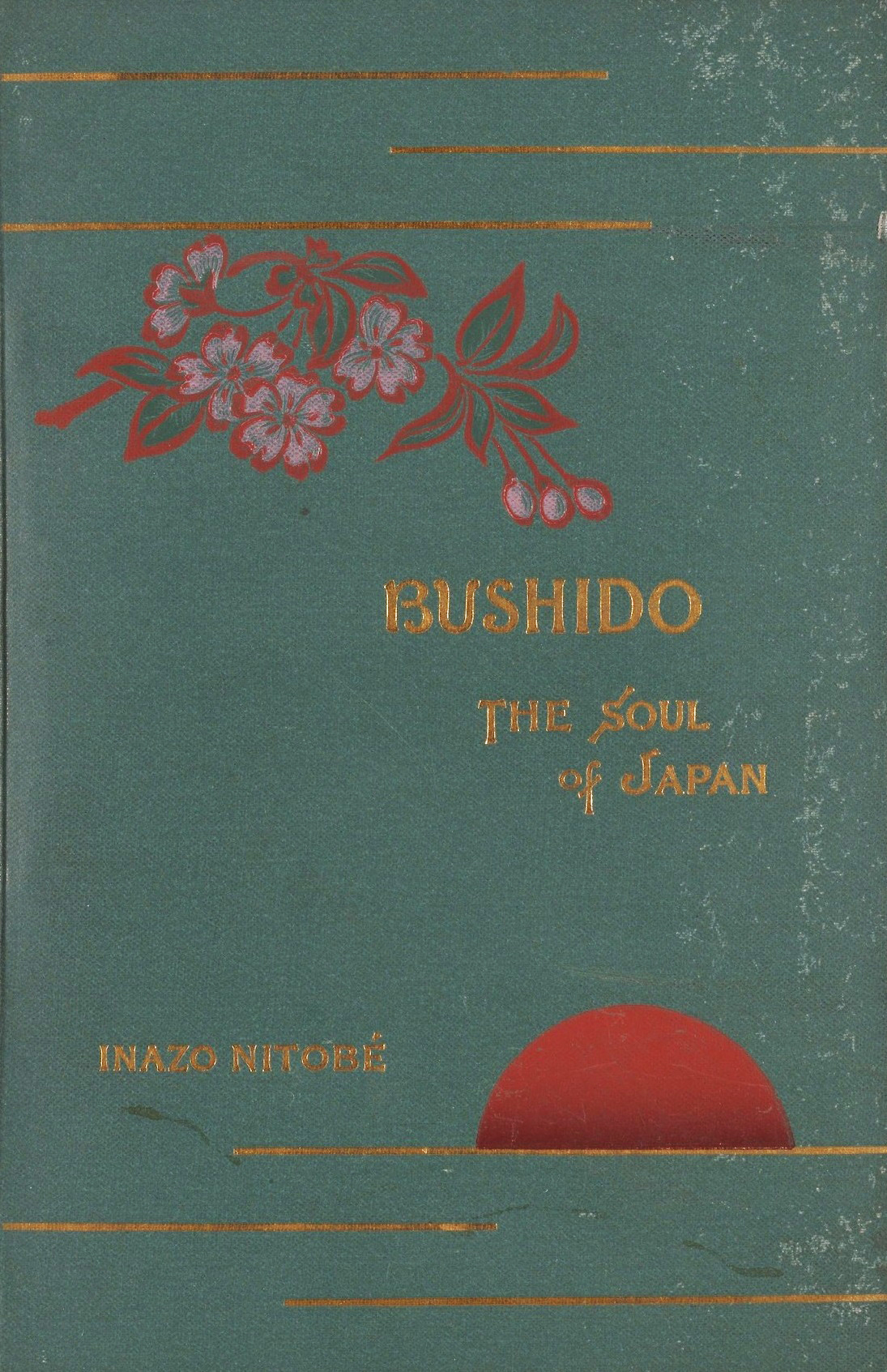
جلد کتاب منتشر شده در سال ۱۹۰۰ میلادی

بوشیدو: روح ژاپن (به انگلیسی: Bushido: The Soul of Japan) کتابی است که دربارهٔ راه و رسم سامورایی که توسط نیتوبه اینازو نوشته شده و در سال ۱۹۰۰ به چاپ رسیده‌است.
نیتوبه اقتصاددان، آموزگار و دیپلمات بود. او که به دین مسیحیت درآمده بود، از ۱۹۱۹ تا ۱۹۲۹ سِمت معاونت دبیرکل جامعه ملل را به عهده داشت. نیتوبه با نوشتنِ این کتاب سعی کرد ارزش‌های اخلاقی بنیادیِ فرهنگ ژاپن را برای غربی‌ها (من‌جمله همسرش ماری) توضیح دهد.
نیتوبه ریشهٔ این ارزش‌ها را در «بوشیدو» می‌دانست که بنا به تعریفِ او، مرام‌نامهٔ اخلاقیِ سامورایی‌ها بود. به عقیدهٔ نیتوبه، بوشیدو به سامورایی‌ها یاد می‌داد که حسی نیرومند از عدالت، و شجاعتِ کافی برای اجرای آن داشته باشند. بوشیدو، خیرخواهی و ادب، صداقت و شرافت، و وفاداری به مقامِ ارشد را ترویج می‌کرد. به‌نوشتهٔ نیتوبه، «حسِ شرافت، نیازمند آگاهیِ کامل به کرامتِ انسانی‌ست، و ویژگیِ سامورایی‌هاست».
البته واقعیت‌های تاریخی با این ادعا تطابق نداشتند و مورخان از توصیفِ نیتوبه دربارهٔ سامورایی‌ها انتقاد کرده‌اند و آن را بیش‌ازحد رمانتیک دانسته‌اند. سوِن سالر، استاد تاریخ مدرن ژاپن می‌گوید، «گروهِ سامورایی و دای‌میو (فئودال‌ها) در واقع زندگیِ شرافتمندانه و وفادارانه‌ای نداشتند. اگر فرصتی دست می‌داد، حتی ارباب خود را می‌کشتند و منصبِ او را اشغال می‌کردند».
نیتوبه که خودش از خانواده‌ای سامورایی می‌آمد، در کتاب تأثیرگذار خود همچنین مدعی شده‌است که ارزش‌های سامورایی در سراسر ژاپن محترم است.

## فصل‌بندی کتاب
1. بوشیدو به عنوان یک سیستم اخلاقی
2. منابع بوشیدو
3. ادب یا عدالت
4. شجاعت، روح جسارت و تحمل
5. خیرخواهی، احساس پریشانی
6. ادب
7. صداقت یا راستگویی
8. شرافت و احترام
9. وظیفه وفاداری
10. آموزش و پرورش یک سامورایی
11. کنترل نفس
12. نهادهای خودکشی و جبران خسارت
13. شمشیر، روح سامورایی
14. تربیت و موقعیت زن
15. تأثیر بوشیدو
16. آیا بوشیدو هنوز زنده است؟
17. آینده بوشیدو

## محتوی
دستورالعمل‌های بوشیدو توسط نیتوبه اینازو در دوره میجی (چاپ ۱۹۰۰ میلادی) با هفت فضیلت مشخص می‌شود:
1. درستی اخلاقی (義, گی)، دلاور در تمام معاملات خود با همهٔ مردم کاملاً صادق است.
2. قهرمانی، دلیری (勇, یو)، یک جنگجوی واقعی باید شجاعت قهرمانانه داشته باشد.
3. خیرخواهی، دلسوزی (仁, جین)، جنگجوی واقعی دلسوز است. آنها در هر فرصتی به همنوعان خود کمک می‌کنند.
4. ادب (礼, ری)، دلاور در هر حالی حتی نسبت به دشمن خود مؤدب است.
5. روراستی (誠, ماکوتو)، دلاور از بیم اذیت و آزار دروغ نمی‌گوید.
6. شرف (名誉, می‌یُو)، دلاور یا باید شرافتمندانه بجنگد و پیروز شود یا جوانمردانه خود را بکشد. یک جنگاور و دلاور همیشه باید بکوشد که شرافتمندانه زندگی کند و در مبارزات برای پیروزی مردانه بجنگد و در شکست نیز آماده خودکشی باشد.[۴]
7. وظیفهٔ وفاداری (忠義, چوگی)، رزمندگان نسبت به همه کسانی که او را تحت مراقبت دارند بسیار وفادار هستند.

فضیلت مرتبط:
- کنترل نفس (自制, جی‌سه‌ی)، دلاور حتی در حالت هیجان روحی، متانت خود را از دست نمی‌دهد و عواطف خود را ظاهر نمی‌سازد.